# Curro Jiménez
Curro Jiménez fue una serie de televisión española emitida de 1976 a 1978 en La 1 de TVE, creada por el dramaturgo uruguayo Antonio Larreta.
Está basada en el bandolerismo andaluz del siglo XIX, cuya acción se desarrolla principalmente en la Serranía de Ronda. No obstante, la figura de Curro Jiménez se basa en la de un bandolero que existió realmente, Andrés López, el barquero de Cantillana, personaje del siglo XIX al que por culpa de unos pleitos con la justicia le fue arrebatado su oficio de barquero y tuvo que abandonar su pueblo (Cantillana, en la provincia de Sevilla), para echarse al monte.
Los personajes principales son cuatro bandoleros: Curro Jiménez (Sancho Gracia), el Algarrobo (Álvaro de Luna), el Estudiante (Pepe Sancho) y el Fraile (Francisco Algora), quien al morir en la primera temporada de la serie es sustituido en la banda por el Gitano (Eduardo García), aunque este ya aparecía en los primeros episodios como un integrante más de la banda.

## Trama
La trama cambia en cada episodio. El romanticismo del bandolero justo y bondadoso, la lucha contra los franceses durante la Guerra de la Independencia Española, historias de amor, luchas contra la injusticia e incluso episodios cómicos. 
Todos ellos tienen por protagonista al ficticio bandolero Curro Jiménez, que da vida al prototipo romántico de bandolero andaluz. Siempre le acompaña su banda, compuesta por El Estudiante, El Algarrobo y El Gitano. Hasta el episodio Carambola a tres bandas de la primera temporada interviene Francisco Algora como El Fraile, que muere en ese episodio. En la serie se recrean diversos episodios históricos y sociopolíticos de la España del momento. La serie comienza con la pérdida del empleo de barquero que tenía Curro en su pueblo natal, episodio basado en la vida del barquero de Cantillana, bandolero sevillano del XIX. Después de diversos avatares y aventuras, Curro y El Algarrobo terminan en el último capítulo de la serie original embarcando hacia América.
La serie consta de 40 capítulos; fue rodada en exteriores en la Serranía de Ronda, en Doñana y en el cabo de Gata, entre otros puntos de la geografía andaluza.
A lo largo de los episodios de la serie intervienen conocidos artistas y actores, tales como Frank Braña, Aldo Sambrell, Terele Pávez, Elisa Ramírez, Patty Shepard, Alfredo Mayo, Charo López, Mirta Miller, Eduardo Fajardo, José Suárez, Juan Ribó, Emma Cohen, Bárbara Rey, Florinda Chico e incluso una jovencísima Isabel Pantoja.
En 1995, Antena 3 Televisión produjo y emitió una serie que continuaba las aventuras del bandolero andaluz con el nombre de Curro Jiménez: el regreso de una leyenda. 12 capítulos rodados en Uruguay, protagonizados por Sancho Gracia y Álvaro de Luna a los que se unió Jorge Sanz, que interpretaba el papel de hijo del bandolero; Agatha Lys y actores del teatro uruguayo como Tabaré Rivero, Leonel Pessina y Humberto de Vargas. También apareció en algunos de estos capítulos Eduardo García, interpretando de nuevo a El Gitano, y el propio Rodolfo Sancho interpretando al joven Juanillo, el cual se suma a la banda de Curro. Sin embargo, no lograron revitalizar los éxitos de la serie de antaño.

## Capítulos
El orden de los capítulos que se muestran a continuación, en lo que a las tres primeras temporadas se refiere, corresponde al orden original de estreno que tuvo lugar en su día en TVE, no al orden erróneo de la edición de la serie en DVD, en el que incluso aparecen capítulos de diferentes temporadas entremezclados, tales como La muerte espera en Ronda, como capítulo de la segunda temporada, y Una larga ausencia, como capítulo de la primera temporada.

### Primera temporada (1976)[3]
1. El barquero de Cantillana, dirigido por Joaquín Luis Romero Marchent. (Primera emisión 22-12-1976). El día en que Antonio Jiménez, el barquero del pueblo de Cantillana, cae enfermo y muere, su hijo Curro se hace cargo del oficio de su padre. Pero en el pueblo hay más interesados en hacerse con el arriendo de la barca y acaban por despojar a Curro y a su madre de su medio de vida. Tras enfrentarse a los que conspiraron para quitarle lo suyo, mata a varios de ellos, abandona a Luisa, el amor de su vida y su pueblo. Por todo ello decide cambiar su modo de vida y pasarse al campo de los bandoleros.[4]
2. Un estudiante, un fraile y un algarrobo, dirigido por J. L. Romero Marchent. (Primera emisión 06-03-1977). Curro Jiménez comete un asalto en el que conoce a "El Algarrobo", del cual se hace amigo. Otro día traba amistad con un joven y pícaro estudiante. También se incorpora al grupo un jardinero de un convento de monjas. Con ellos, Curro Jiménez forma su banda.
3. 20.000 onzas mejicanas, dirigido por J. L. Romero Marchent. (Primera emisión 13-03-1977). Curro Jiménez, con la ayuda de El Estudiante y del Algarrobo, se mete en una operación en la que hay en juego una fortuna considerable en piezas de oro.
4. Aquí durmió Carlos III, dirigido por Antonio Drove. (Primera emisión 20-03-1977). Curro Jiménez y sus hombres pretenden apoderarse de un importante tesoro custodiado por un destacamento francés. Para lograrlo asaltan a un embajador marroquí y su séquito. Y se presenta, disfrazados de moros, en la posada que aloja a los franceses y su tesoro.
5. La gran batalla de Andalucía, dirigido por Drove. (Primera emisión 27-03-1977). Curro Jiménez, haciéndose pasar por un indiano, trata de apoderarse de los tributos que una bella marquesa recauda para un general francés. (En este episodio aparece en el reparto Manuel Viola, veterano pintor y poeta español, interpretando a un orgulloso alfarero que se muestra insumiso ante la dominación napoleónica. La elección de Viola para este papel no fue casual, si tenemos en cuenta que, en la vida real, Viola había luchado con el Bando republicano en la Guerra civil española, dando así una gran verosimilitud a la declaración de principios que hace el alfarero en contra del imperialismo y a favor del pueblo. Y otro detalle que revela la importancia simbólica de este actor en la serie es que fue uno de los pocos actores no protagonistas que quedó con su verdadera voz, sin ser doblado por actores profesionales.
6. El secuestro, dirigido por Francisco Rovira Beleta. (Primera emisión 03-04-1977). El hijo de un rico hacendado ha sido raptado. El padre recibe una petición de rescate firmada por Curro Jiménez. Curro se presenta ante el alcalde, negando ser el autor del secuestro, también visita a la madre del niño, con quien mantuvo un romance y le promete ir a buscarlo.
7. La Dolorosa, dirigido por Rovira Beleta. (Primera emisión 10-04-1977). La Condesa de Palma va a un convento en busca de su sobrina Mercedes, pero se entera de que la joven se fue a la sierra con los bandoleros. Don Mariano, usurero de Écija, va a donar a la iglesia del pueblo una imagen de "La Dolorosa". Curro Jiménez planea con sus hombres dar un buen golpe.
8. El destino de Antonio Navajo, dirigido por Drove. (Primera emisión 17-04-1977). Antonio Navajo, jefe de contrabandistas de determinada zona de la costa, hace un envío de géneros a Sevilla, a través de la sierra, territorio dominado por Curro Jiménez, que protegerá el transporte a cambio de una cierta cantidad de dinero.
9. Carambola a tres bandas, dirigido por Rovira Beleta. (Primera emisión 24-04-1977). Curro Jiménez, Pedro Higueras y Víctor Areco, jefes de tres partidas de bandoleros de la serranía andaluza, se entrevistan, a petición del segundo. La reunión se celebra en terreno neutral y cada uno acude con tres de su banda.
10. Los rehenes, dirigido por Pilar Miró. (Primera emisión 08-05-1977). El usurero Anselmo García ha echado de su cortijo a la Condesa di Alloro, y se niega a darle dinero por sus joyas, por lo que la Condesa le ofrece a su hija para que se case con ella.
11. La mujer de negro, dirigido por Mario Camus. (Primera emisión 15-05-1977). Curro Jiménez recibe una carta comunicándole que un antiguo miembro de su banda se encuentra en grave peligro. Curro emprende el viaje recordando cómo conoció a su amigo y las luchas que sostuvieron contra los franceses.
12. En la loca fortuna, dirigido por Camus. (Primera emisión 22-05-1977). El padre Javier atiende en confesión a un hombre a punto de morir.
13. La muerte espera en Ronda, dirigido por Camus. (Primera emisión 29-05-1977). Los últimos ataques de los bandoleros a las diligencias que transportan viajeros franceses, hacen sospechar al ejército invasor que hay un espía entre las personas que las conducen. Los franceses tienden una trampa y caen en ella todos los implicados.

### Segunda temporada (1977)[3]
1. El retorno al hogar, dirigido por J. L. Romero Marchent. (Primera emisión 05-06-1977). Curro Jiménez, nostálgico, decide ir a ver a su anciana madre. Allí se encuentra con una joven que ayuda a la anciana, al parecer desinteresadamente. En realidad, se trata de una espía enviada allí por un enemigo del bandolero.
2. El péndulo, dirigido por J. L. Romero Marchent. (Primera emisión 12-06-1977). Curro Jiménez y sus hombres asaltan una casa de juego. Les persiguen y separan. "El Estudiante", con el dinero robado, se refugia en una casa pobre, donde es atendido por el dueño, un anciano que se dedica a buscar aguas subterráneas con un péndulo, y que vive con su hija enferma y el hijo de ésta.
3. La leyenda de Zacarías Mendoza, dirigido por Camus. (Primera emisión 19-06-1977). Un personaje protegido por un alto cargo, se ve obligado a intentar la captura de Curro Jiménez. Para ello busca, coaccionando, la colaboración de Zacarías Mendoza, un antiguo bandolero retirado.
4. El servidor de la justicia, dirigido por J. L. Romero Marchent. (Primera emisión 09-10-1977). Uno de los hombres de Curro Jiménez es asesinado en una fiesta gitana. El bandolero es apresado cuando va a notificar la muerte a los padres de su amigo, pero logra escapar y vengarse.
5. La trampa, dirigido por Rafael Romero Marchent. (Primera emisión 16-10-1977). Los asaltos a diligencias son demasiado frecuentes y el capitán González pide más hombres para acabar con los bandoleros. Pero el gobernador tiene un plan. Se entrevista con Curro Jiménez y pactan una tregua.
6. En la boca del diablo, dirigido por Camus. (Primera emisión 23-10-1977). Un cacique y su hijo, al mando de unos hombres armados, se dedican a reclutar trabajadores para la recolección de productos, explotándoles míseramente y no pagando lo convenido. Curro Jiménez tendrá que intervenir.
7. Entierro en la serranía, dirigido por J. L. Romero Marchent. (Primera emisión 30-10-1977). Un jefe de policía llega a la comarca donde actúa Curro Jiménez. Tiene poderes absolutos para detener al famoso bandolero. La madre de Curro es detenida con intención de coaccionar al bandolero y que se entregue. La madre, enferma de gravedad, muere...
8. El campeón de Almería, dirigido por Camus. (Primera emisión 06-11-1977). En una compañía minera se celebra los sábados una fiesta con baile y combate de boxeo. O'Hara, campeón de la mina, suele vencer a sus contrincantes. Perico, el administrador, descubre a un joven muy forzudo y concierta un combate, hipotecando su casa.
9. El fuego encendido, dirigido por Camus. (Primera emisión 13-11-1977). Curro Jiménez es sorprendido en una emboscada en la que el Algarrobo es herido de gravedad. Curro ordena trasladar al herido al campamento y perseguir al agresor que, asediado, se despeña.
10. Los desalmados, dirigido por Fernando Merino. (Primera emisión 20-11-1977). Un peligroso delincuente, fugado de la prisión con otro forajido, implanta el terror en la sierra y se enfrenta con Curro Jiménez y sus hombres.
11. El míster, dirigido por J. L. Romero Marchent. (Primera emisión 27-11-1977). Un periodista inglés, corresponsal del Times de Londres, llega a Andalucía a entrevistar a Curro Jiménez para publicar su biografía. La extraña personalidad del inglés crea una serie de situaciones en las que la acción y el humor van parejas.
12. La promesa, dirigido por Rafael Romero Marchent. (Primera emisión 04-12-1977). Un hacendado, viejo amigo de Curro, le escribe pidiéndole auxilio. Cuando Curro llega al cortijo donde se habían citado, se encuentra con que aquel ha muerto y su joven viuda está acosada por misteriosos enemigos. El bandolero decide descubrir a los asesinos, con riesgo de su propia vida, por lealtad a su amigo.[5]
13. Una larga ausencia, dirigido por J. L. Romero Marchent. (Primera emisión 11-12-1977). Un hombre perseguido por la justicia es indultado por haber capturado al verdadero culpable. Tras dos años de ausencia llega a su casa donde se encuentra que su hermanastro se ha apoderado de su finca y de su legítima esposa.

### Tercera temporada (1978)
1. El prisionero de Arcos, dirigido por Camus. (Primera emisión 18-12-1977). Dionisio, un distinguido funcionario de la Corte, llega a Andalucía con su joven esposa para hacerse cargo de su nuevo empleo, con la cabeza llena de fantasías y aventuras. Sus sueños se cumplirán debido a su gran parecido con Curro Jiménez.[6]
2. El tío Pedro, dirigido por Rafael Romero Marchent. (Primera emisión 25-12-1977). El Algarrobo descubre a una niña que en un campamento de zíngaros es obligada a hacer números acrobáticos. La lleva al campamento de Curro.
3. En la palma de la mano, dirigido por J. L. Romero Marchent. (Primera emisión 08-01-1978). Curro Jiménez pierde la memoria y es recogido por dos mujeres, madre e hija, que le cuidan y ayudan a recuperar el pasado. La joven se enamora de Curro ignorando de quien se trata.
4. El indulto, dirigido por Camus. (Primera emisión 15-01-1978). El rey Fernando VII envía un emisario a Curro Jiménez, el indulto a cambio de ciertos servicios.
5. Atrapados, dirigido por Fernando Merino. (Primera emisión 22-01-1978). Falsamente acusado de un asesinato, Curro Jiménez, acompañado de sus hombres, es rodeado por las fuerzas del orden en una peña solitaria en la que aparentemente no hay escapatoria.
6. Con las horas contadas, dirigido por J. L. Romero Marchent. (Primera emisión 29-01-1978). El Estudiante vuelve a visitar a una joven enferma con la que ha tenido relaciones amorosas. La apacible vida hogareña y las exigencias de Carmen le deciden a dejar su vida de bandolero.[7]
7. El bosque de las brujas, dirigido por J. L. Romero Marchent. (Primera emisión 05-02-1978). Cumpliendo una misión de vigilancia, El Algarrobo tiene un extraña experiencia con una joven que vive aislada en un misterioso bosque.[8]
8. Los piadosos y los pícaros, dirigido por Pilar Miró. (Primera emisión 12-02-1978). La sobrina de El Algarrobo va a casarse con un joven rico, por lo que hay que montar una comedia para la familia del novio. El Algarrobo se convierte en un tío indiano, El Estudiante enamora a la novia y Curro aprovecha la farsa para robar en una subasta de joyas.[9]
9. La media luna, dirigido por Pilar Miró. (Primera emisión 19-02-1978). Un cuñado de El Gitano es asesinado misteriosamente y le graban media luna en la sien. Otras víctimas aparecen también con la misma marca. Curro encuentra a una joven que también está tras los pasos del hombre de la Media Luna.[10]
10. La noche de la garduña, dirigido por Pilar Miró. (Primera emisión 26-02-1978). La muerte violenta de un gran hacendado y filántropo arroja dudas sobre Natalia, su joven y bella viuda. Curro Jiménez conoce accidentalmente al hijo del difunto y se hace su amigo, poniéndose a investigar.[11]
11. La mejor lección, dirigido por Pilar Miró. (Primera emisión 05-03-1978). Un joven de ideas liberales, decide imitar a Curro Jiménez para implantar la justicia. Por este motivo secuestra al dueño de una mina que explota cruelmente a los mineros.[12]
12. En la sierra mando yo, dirigido por Fernando Merino. (Primera emisión 12-03-1978). Curro y sus hombres actúan directamente en esta ocasión en Córdoba capital. Allí realizan sus atracos, se ven mezclados en la liberación de unos presos y llevan a cabo conquistas amorosas.[13]
13. La batalla del vino de Jerez, dirigido por Fernando Merino. (Primera emisión 19-03-1978). Un noble escocés condenado a muerte elige morir ahogado en un tonel de vino de Jerez de una cosecha especial. Como el bodeguero se niega a vender ese vino, un lord inglés contrata a Curro Jiménez para que se lo proporcione.[14]
14. El caballo blanco, dirigido por Mario Camus (Primera emisión 26-03-1978). Curro rescata un caballo blanco y lo devuelve a su dueño, un exmercenario que se dirige con su mujer y su hijo a un cortijo en busca de trabajo. Este trabajo consiste en reunir a una banda de asesinos para exterminar a Curro y a los suyos.[15]

### Película: Avisa a Curro Jiménez (1978)
AÑO: 1978. DURACIÓN: 88 min. PAÍS: España. DIRECTOR: Rafael Romero Marchent. 
GUIÓN: Antonio Larreta.
- REPARTO
  - Sancho Gracia
  - Ágata Lys
  - Pepe Sancho
  - Álvaro de Luna
  - Eduardo García
  - Walter Vidarte
  - Alberto de Mendoza
  - Sara Lezana
  - Alfredo Mayo
  - Lorenzo Ramírez
  - Ángel Álvarez
  - Enrique García

### Curro Jiménez, el regreso de una leyenda (1995)
1. Quince años después, dirigido por Benito Rabal
2. Cuerda de presos, dirigido por Benito Rabal
3. El penal del puerto, dirigido por Rabal
4. Con mi nombre no se juega, dirigido por J. L. Romero Marchent
5. La galopada de fin de año, dirigido por J. L. Romero Marchent
6. La novia robada, dirigido por Rabal
7. La gran jugada, dirigido por Julio Sánchez Valdés
8. Difícil de dominar, dirigido por Rabal
9. La posada de Wellington, dirigido por José Antonio Páramo
10. La Virgen de Oro, dirigido por Julio Sánchez Valdés
11. El bosque del búho, dirigido por José Antonio Páramo
12. La vuelta, dirigido por Rabal

## Reparto y personajes
- Sancho Gracia como Curro Jiménez. Francisco Jiménez, el barquero de Cantillana, se convierte en bandolero tras matar a varias personas por defender sus derechos en el pueblo en el que vivía. Es un personaje romántico, que lucha contra los ricos, les roba y ofrece su botín a los pobres. Pero las injusticias sacan también su lado más oscuro.
- Pepe Sancho como "Estudiante" (de nombre Manuel Revuelta), presume de ser universitario, es mujeriego y truhan. Empieza enamoriscando a una jovencísima Isabel Pantoja transmutada en cantante de venta y entra en la banda disfrazado de mujer.
- Álvaro de Luna como "Algarrobo". Es un ladrón de poca monta que se topa con Curro Jiménez cuando los dos pretenden asaltar la misma carroza. Su primer encuentro va a resolverse a mamporros, una forma habitual en este bandido, bruto y bonachón.
- Francisco Algora como "Fraile". No es un  mote, es su profesión. Un fraile dedicado a las tareas propias del convento que no soporta las tropelías y decide hacerse bandolero cuando las tropas francesas requisan su monasterio.
- Eduardo García como Gitano.
- Francisco Nieto como "El Malos Pelos".
- Rafael Albaicín como "Calandria"/Don Pedro Romero.
- Cristino Almodóvar como Bandolero/"Espinaca".
- Jorge Sanz
- Ginés García Millán
- Carmen Conesa
- Rodolfo Sancho
- Zarco de Jaén
- Lola Lemos, madre de Curro Jiménez.
- Tabaré Rivero

## Reparto de doblaje
Como era costumbre en las producciones españolas contemporáneas, Curro Jiménez fue doblada por actores profesionales para conseguir una gran calidad en la locución vocal. Salvando a los actores protagonistas, y a algunos secundarios que, por su notoriedad, actuaron con sus propias voces, la regla general era que los actores secundarios y ocasionales fueran doblados (así como las pocas ocasiones en que aparecía alguna narración en off).
Algunos de los actores de doblaje que intervinieron en la serie fueron:
- Francisco Arenzana
- Ángel María Baltanás
- Vicente Bañó
- Eduardo Calvo
- Héctor Cantolla
- Ana Díaz Plana
- Benjamín Domingo
- Javier Dotú
- Lucía Esteban
- Manolo García
- José Guardiola
- Celia Honrubia
- Antonio Medina
- Roberto Martín
- Fernando Mateo
- Teófilo Martínez
- Rafael de Penagos
- Simón Ramírez
- Claudio Rodríguez
- María Romero
- Francisco Sánchez
- María Luisa Rubio
- Joaquín Vidriales

Actores secundarios que conservaron sus propias voces:
- Manuel Alexandre
- Valeriano Andrés
- Alberto Fernández
- Antonio Gamero
- Irene Gutiérrez Caba
- Teresa Hurtado
- Alberto Mendoza
- María Luisa Ponte
- Bárbara Rey
- Silvia Tortosa

## Curro Jiménez en la realidad
Francisco (Curro) Jiménez Ledesma es el nombre novelesco que recibió el bandolero conocido como “el barquero de Cantillana” o “Andrés el barquero”, aunque su verdadero nombre fue Andrés López, aunque otros apuntan a que fuera Francisco Javier Jiménez Barra.
Nació en Cantillana en 1819 y, según cuenta la leyenda, murió a tiros por la Guardia Civil el 6 de noviembre de 1849, tras ser delatado por algunos de sus compañeros. Parte de ello es cierto, ya que murió de un tiro en la cabeza mientras él y su banda luchaban contra la Guardia Civil, tras haber sido esta conducida hasta su escondite en la Serranía de Cazalla por uno de sus compañeros (un hombre de unos 40 años algo cojo) que había sido capturado mientras deambulaba por el monte. Esto sucedió realmente el 2 de noviembre de 1849. El personaje se basó en un escurridizo timador, miembro de "Los mendigos profesionales" llamado Francisco Javier Jiménez Barra.
En 2024, Antonio García Benítez, cronista oficial de Cantillana (Sevilla) hizo pública una investigación biográfica sobre Andrés López, en la que se distancia de la leyenda y de la serie televisiva:   

"Antonio López Fue un hombre real y no el personaje envuelto en leyendas de venganzas y conflictos sociales. El relato oral de El Barquero de Cantillana, en la versión de Curro Jiménez, no es digna de crédito histórico, pero sí lo es realmente su trama inicial”

## Recepción crítica
Aunque no apreciado este sentido en su momento, algunos autores posteriores han hecho una lectura de la serie a la luz de los acontecimientos históricos que se vivían en España en el momento de la emisión, encontrando un canto a la libertad y a los valores progresistas, especialmente en los episodios dirigidos por Pilar Miró, Antonio Drove y Mario Camus.